# Brampton Battalion
Das Brampton Battalion war eine kanadische Eishockeymannschaft aus Brampton, Ontario. Das Team wurde 1996 als Nachwuchsteam gegründet und spielte bis 2013 in einer der drei höchsten kanadischen Junioren-Eishockeyligen, der Ontario Hockey League (OHL).

## Geschichte
Das Brampton Battalion wurde am 3. Dezember 1996 als Franchise der Ontario Hockey League gegründet. Nach eineinhalb Jahren Vorbereitung nahm die Mannschaft in der Saison 1998/99 den Spielbetrieb in der OHL auf. Nachdem sie die ersten vier Jahre in der Western Conference gespielt hatten, wurden sie nach der Umsiedlung der North Bay Centennials nach Saginaw, Michigan, der Eastern Conference zugeteilt. In ihrem ersten Jahr in der Central Division gewann Brampton auf Anhieb den Divisiontitel, den sie in den Jahren 2006, 2008 und 2009 verteidigten. Der größte Erfolg für das Brampton Battalion war der Gewinn der Bobby Orr Trophy als Sieger der Eastern Conference in der Spielzeit 2008/09.
Das Franchise wurde mit Beendigung der OHL-Saison 2012/13 nach North Bay umgesiedelt und in North Bay Battalion umbenannt.

## Erfolge
Bobby Orr Trophy
- 2008/09

Divisionstitel
- 2002/03 Emms Trophy, Central Division
- 2005/06 Emms Trophy, Central Division
- 2007/08 Emms Trophy, Central Division
- 2008/09 Emms Trophy, Central Division

## Spieler

### Erstrunden Draftpicks
| Draftjahr | Spieler          | als | Team                  |
| --------- | ---------------- | --- | --------------------- |
| 2000      | Rostislav Klesla | 4.  | Columbus Blue Jackets |
| 2000      | Raffi Torres     | 5.  | New York Islanders    |
| 2003      | Brent Burns      | 20. | Minnesota Wild        |
| 2004      | Wojtek Wolski    | 21. | Colorado Avalanche    |
| 2008      | Cody Hodgson     | 10. | Vancouver Canucks     |
| 2009      | Matt Duchene     | 3.  | Colorado Avalanche    |

### Bekannte ehemalige Spieler

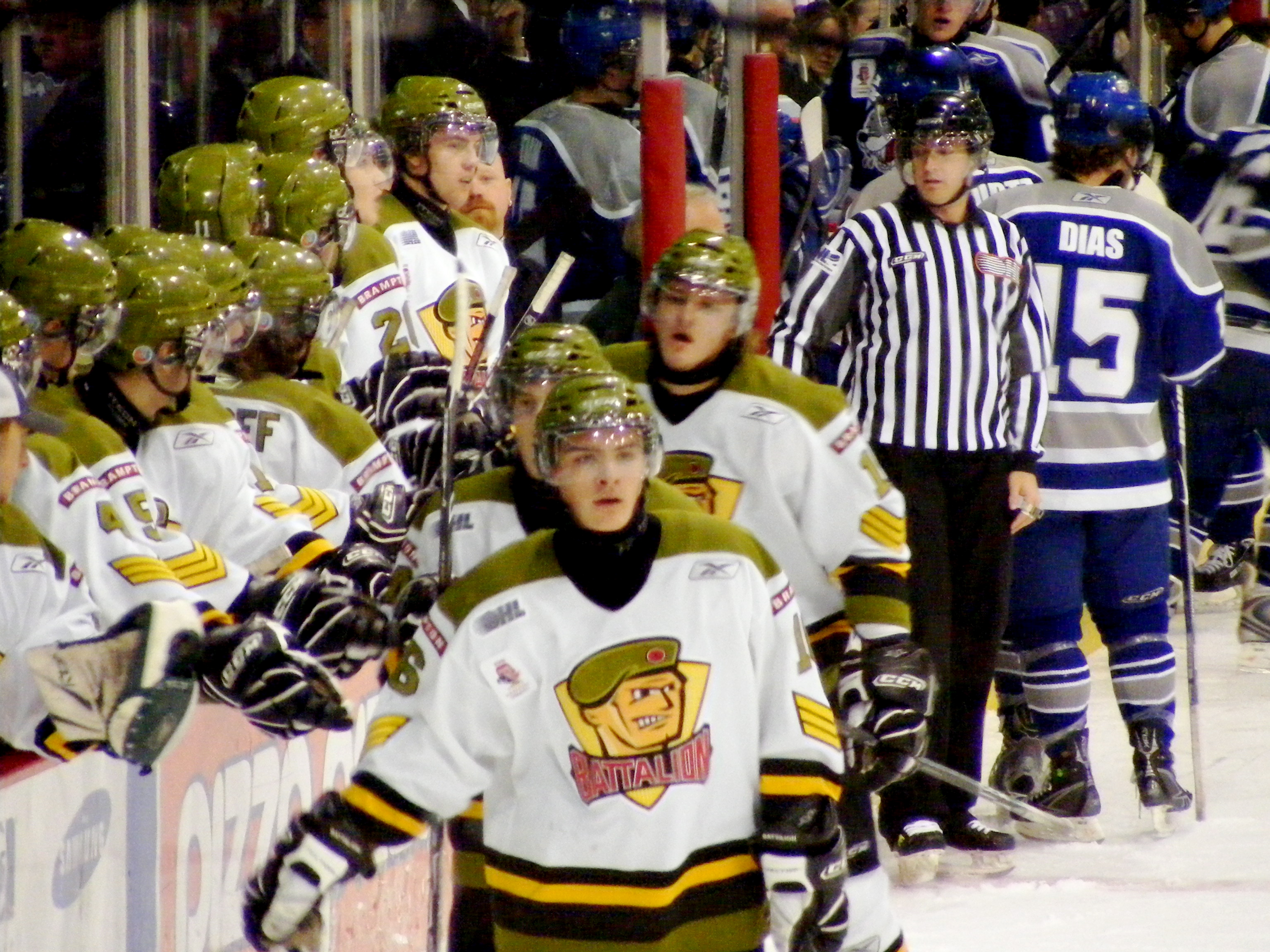
Spieler des Brampton Battalion, November 2008

Folgende Spieler, die für das Brampton Battalion aktiv waren, spielten im Laufe ihrer Karriere in der National Hockey League:
| - Michael Amadio - Brent Burns - Matt Duchene - Brian Finley - Barclay Goodrow | - Jay Harrison - Rostislav Klesla - Kamil Kreps - Jay McClement - Nick Paul | - Jason Spezza - Raffi Torres - Wojtek Wolski - Phil Oreskovic - Michael Vernace |